# Couronne (frégate cuirassée)
Pour les autres navires du même nom, voir Couronne (navire).
La Couronne est la première frégate cuirassée de type Gloire à coque intégrale en fer, à trois mâts, mise en chantier en 1859 par l'arsenal de Lorient selon les plans de l'ingénieur Dupuy de Lôme. Elle est lancée en 1861 et armée en 1862,.

## Conception
La Couronne est une frégate dont la conception est inspirée de celle de la Gloire. Longue de 80 mètres, elle est large de 16,7 mètres, possède un tirant d’eau moyen de 7,6 mètres, son déplacement est de 6 076 tonneaux et sa hauteur de batterie de 1,98 mètre. Elle peut emporter 650 tonnes de charbon. C'est un trois-mâts possédant 1 620 m2 de voilure ; c'est la première frégate française dont la coque est entièrement en fer. Construite à Lorient sur les plans de monsieur Audenet, les machines sont conçues par M. Mazeline du Havre.

## Histoire
En 1865, la Couronne fait partie de la flotte de Napoléon III lors de sa visite de l'Algérie. Elle est convertie en navire-école de canonnage en 1881, son blindage étant retiré.
L'explosion d'un canon de 164 mm survenue le 10 août 1908 à bord de la Couronne en rade des salins d'Hyères fait 9 morts et 14 blessés. La pièce était très échauffée après trente-cinq coups, cette chaleur intense a causé la combustion spontanée de la charge et le départ prématuré du coup suivant,.
Elle est désarmée le 1er décembre 1908 et sert de caserne flottante à Toulon  de 1910 à 1932. Elle est démolie à La Seyne en 1934.